# Escalada en los Juegos Olímpicos
La escalada en los Juegos Olímpicos se realiza desde la edición de Tokio 2020. Son realizadas competiciones en dos categorías: masculina y femenina.
Tras el Campeonato Mundial, es la máxima competición internacional de escalada. Es organizado por el Comité Olímpico Internacional (COI), junto con la Federación Internacional de Escalada Deportiva (IFSC).

## Competición
En la primera edición de este deporte en el programa olímpico, en Tokio 2020, se disputó solamente la prueba combinada: que consistió en las disciplinas de velocidad (speed), bloques (boulding) y dificultad (lead); en cada una los deportistas recibieron una puntuación dependiendo del puesto ocupado. La multiplicación de las tres puntuaciones determinó la clasificación final o combinada. En París 2024 serán dos las pruebas: la disciplina de velocidad por separado y una nueva prueba combinada (bloques y dificultad).

## Ediciones
| Núm. | Año  | Sede                  | Instalación                     |
| ---- | ---- | --------------------- | ------------------------------- |
| I    | 2021 | Tokio ( Japón)        | Parque Deportivo Urbano de Aomi |
| II   | 2024 | Le Bourget ( Francia) | Centro de Escalada de Bourget   |

## Palmarés

### Masculino
Combinada
| Núm. | Sede       | Oro                          | Plata                              | Bronce                   |
| ---- | ---------- | ---------------------------- | ---------------------------------- | ------------------------ |
| I    | Tokio 2020 | Alberto Ginés López · España | Nathaniel Coleman · Estados Unidos | Jakob Schubert · Austria |
| II   | París 2024 | Toby Roberts · Reino Unido   | Sorato Anraku · Japón              | Jakob Schubert · Austria |

Velocidad
| Núm. | Sede       | Oro                          | Plata                             | Bronce                         |
| ---- | ---------- | ---------------------------- | --------------------------------- | ------------------------------ |
| I    | Tokio 2020 | No realizado                 | No realizado                      | No realizado                   |
| II   | París 2024 | Veddriq Leonardo · Indonesia | Wu Peng · República Popular China | Samuel Watson · Estados Unidos |

### Femenino
Combinada
| Núm. | Sede       | Oro                        | Plata                            | Bronce                 |
| ---- | ---------- | -------------------------- | -------------------------------- | ---------------------- |
| I    | Tokio 2020 | Janja Garnbret · Eslovenia | Miho Nonaka · Japón              | Akiyo Noguchi · Japón  |
| II   | París 2024 | Janja Garnbret · Eslovenia | Brooke Raboutou · Estados Unidos | Jessica Pilz · Austria |

Velocidad
| Núm. | Sede       | Oro                           | Plata                                 | Bronce                       |
| ---- | ---------- | ----------------------------- | ------------------------------------- | ---------------------------- |
| I    | Tokio 2020 | No realizado                  | No realizado                          | No realizado                 |
| II   | París 2024 | Aleksandra Mirosław · Polonia | Deng Lijuan · República Popular China | Aleksandra Kałucka · Polonia |

## Medallero histórico
- Actualizado a París 2024.

| Núm. | País                    | Oro | Plata | Bronce | Total |
| ---- | ----------------------- | --- | ----- | ------ | ----- |
| 1    | Eslovenia               | 2   | 0     | 0      | 2     |
| 2    | Polonia                 | 1   | 0     | 1      | 2     |
| 3    | España                  | 1   | 0     | 0      | 1     |
| 3    | Indonesia               | 1   | 0     | 0      | 1     |
| 3    | Reino Unido             | 1   | 0     | 0      | 1     |
| 6    | Estados Unidos          | 0   | 2     | 1      | 3     |
| 6    | Japón                   | 0   | 2     | 1      | 3     |
| 8    | República Popular China | 0   | 2     | 0      | 2     |
| 9    | Austria                 | 0   | 0     | 3      | 3     |
|      | TOTAL                   | 6   | 6     | 6      | 18    |